# كايل ماكي
كايل ماكي (بالإنجليزية: Kyle Mackey)‏ هو لاعب كرة قدم أمريكية أمريكي، ولد في 2 مارس 1962 في كلادووتر في الولايات المتحدة.

## وصلات خارجية
- كايل ماكي على موقع مرجع كرة القدم المحترفة.كوم (الإنجليزية)